# 홍익대학교
홍익대학교(弘益大學校, Hongik University)는 서울특별시와 세종특별자치시에 위치한 4년제 사립 대학이다. 약칭은 홍대이며 1946년 4월 25일 재단법인 홍문대학관(弘文大學館)으로 설립해, 6월 27일 서울 용산에서 개교하였다. 미술대학과 건축대학이 유명하며, 특히 미술대학은 서울대학교, 국민대학교와 함께 세 손가락 안에 드는 훌륭한 대학이다.
1947년 6월, 대종교재단(大宗敎財團)에서 인수하여 서울 중구 저동으로 교사를 이전, 교명을 홍익대학으로 변경하였다. 이후에 이흥수, 권경태 등이 투자하여 1948년 8월 10일 재단법인 홍익학원 및 홍익대학관으로 정식 설립인가를 받았고, 1949년 6월 27일 법학부, 문학부, 초급 대학부의 4년제 홍익대학으로 개편하였다. 1961년에 대학정비령에 따라 홍익미술대학으로 개칭, 이듬해 환원, 1971년 수도공과대학(한국전력)을 합병하여 종합대학으로 승격되었다. 홍익인간이라는 건학이념 아래 자주·창조·협동을 교훈으로 산업과 예술이 만나는 대학을 지향한다. 상징동물은 황소, 재단은 학교법인 홍익학원이다.
홍대입구역과 학교 정문을 잇는 홍대앞은 특색있는 문화를 형성하며 상권이 서울 내에서도 특히 발달되어 있다. 이 일대에 2002년 서울특별시가 '걷고 싶은 거리'를 선정하였고 이후 젠트리피케이션이 발생하면서 급속히 상업화가 진행되었다.

## 역사
1946년 4월 25일에 홍문대학관으로 설립되어 6월 27일 서울 용산구 원효로 1가 31번지 소재 흥국사에서 개교하였다. 개교 당시 입학생 131명, 교강사는 22명에 문과와 법과가 있었으며 초대 학장에 양대연이 취임하였다. 하지만 사설 비인가 대학으로 설립된 탓에 운영 및 재정난을 겪었다.
재정난으로 인해 홍문대학관 관무 집행위원회를 구성하고 운영진을 대종교 관계인사들로 새로이 영입하였으며 1947년 중구 저동으로 교사를 이전하였다. 그 후, 이흥수를 비롯한 명망가들이 투자를 하여 1948년에는 재단법인 홍익학원과 홍익대학관으로 8월 10일부로 설립인가를 받고 같은 해 12월 20일에는 교사를 용산구 문배동으로 이전하였다. 문학과ㆍ법학과ㆍ사학과와 부속 전문부를 설치하였다.
이어 1949년 6월 27일에 대한민국 정부 대학령 제1호 대학으로 법과ㆍ정치과의 법학부, 국문과ㆍ영문과ㆍ사학과ㆍ미술과의 문학부, 법률과ㆍ정경과ㆍ국문과ㆍ미술과의 초급 대학부의 4년제 홍익대학이 인가받고, 같은 해 8월 교사확장을 위해 당시 재정난을 겪고 있던 김구가 설립한 건국실천원양성소를 매입하였으며, 같은 해 10월에는 교세확충을 위해 인천시 만석동에 분교를 설치하였다. 설립 당시 홍익대의 중심은 문과대였으며, 당시 학교의 설립 목표는 "민족정체성의 기본인 국학분야 인재를 양성하고 애국심 투철한 민족지도자를 기른다"는 것이었다. 이후, 한국전쟁으로 부산시 부평동과 대신동 및 대전시 성남동에 각각 분교를 설치하고 전시대학을 운영하였으며, 피난지 부산에서 제1회 졸업생 59명을 배출하였다. 환도 후에는 종로구 누상동에 대학 본부를 두고 중구 남산동과 종로구 인사동에 분산하여 운영하였다. 1955년 4월에 마포구 상수동의 현 위치로 캠퍼스를 신축 이전하였다.
그러다, 5.16 군사 정변이 발발했다. 군부는 이듬해 2월 2일, 미술 및 건축학부만 남기고 나머지 학과는 모두 폐과 처분하고 교명도 홍익미술대학으로 변경되었다. 이어 문교부장관 김상협은 1962년 5월 30일, 이흥수 이사장을 비롯한 재단 이사들의 임원 취임인가를 취소하고 최문환 관선이사장을 선임했다. 이후, 교명이 다시 환원되고 1963년 관선이사가 철수하고 운영진이 재편되었다.
1964년 2월 상경학부ㆍ미술학부ㆍ공예학부ㆍ건축학부에 10개 학과로 편성하였으며, 1966년 건축학부를 공학부로 개칭하고 이듬해에 교육학부를 신설하였다. 1971년 10월에는 수도공과대학을 인수합병하면서 그 해 12월에 종합대학으로 인가 받았다. 초대 총장으로 이항녕이 취임하였다. 인가 당시에 이공대학, 상경대학, 미술대학의 3개 단과대학 20개 학과와 1개 대학원으로 구성되는 편제를 갖추었다. 이듬해 학교법인 계원학원을 합병하였으며, 1973년에는 사범대학과 대학원 박사 과정을 신설하였다. 또, 1977년에 사범대학 부속학교로 초중고등학교 5개교를 설치하고, 1978년 이공대학을 공과대학으로 변경, 1980년 문과대학을 설치하였다. 1987년 상경대학을 경영대학으로 개편, 법학과를 신설함과 동시에 법경대학을 설치하고, 충청남도 연기군(현 세종특별자치시)에 제2캠퍼스 공공시설 설치 입지 승인을 받았다. 1991년에는 조치원 캠퍼스 1차 건설 계획을 완료하고 산업대학을 과학기술대학과 조형대학으로 개편하였다. 이듬해 상경대학을 설치하였다. 2002년에는 대학로캠퍼스를 개원하고, 학교법인 경성학원을 합병하였다.
2006년에는 건축대학을 신설하고, 개교 60주년 기념식을 치르고 세계에서 가장 큰 대학교 정문인 홍문관을 준공하고 입주하였다. 2007년 법경대학을 법과대학과 경제학부로 개편하였고, 2008년에 상경대학을 상경학부로 개편하였으며 대학로 캠퍼스 기공식을 하고, 이듬해 현대미술관 개관하였다. 2011년에 조치원 캠퍼스를 세종 캠퍼스로 개칭하고, 2012년 대학로 아트센터를 준공하였다.

## 캠퍼스

### 서울캠퍼스

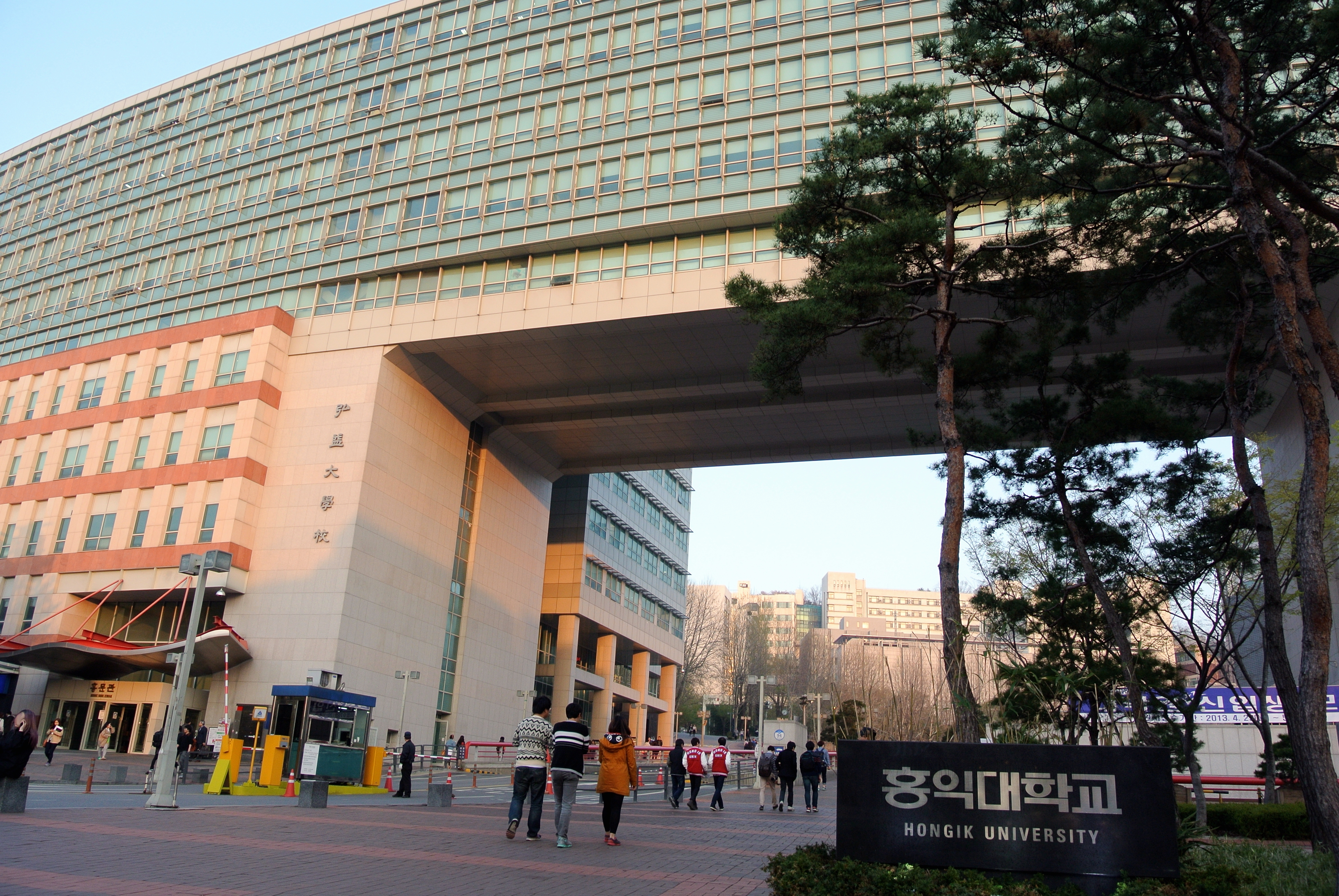
홍익대학교 서울캠퍼스 정문

제1캠퍼스인 서울캠퍼스는 서울특별시 마포구 와우산로 94에 위치해 있으며, 1955년 4월에 곳곳에 분산되어 있던 교사를 이곳으로 이전하였다. 196,795m² 부지에 7개의 단과대학과, 2개의 독립학부, 1개의 일반대학원과, 9개의 특수대학원이 설치되어 있다. 2012년에는 캠퍼스 내에 있던 부속학교 3개교를 인근으로 이전하면서 부지가 확충되었다. 1971년 교환 교수로 와서 미대 조소과에서 강의하였던 탈 스트리더 교수가 디자인한 영원한 미소는 높이 8미터의 조형물로 대학본부가 있는 문헌관 앞에 위치하고 있다. 이 조형물은 인체에서 추출한 기하학적 형태를 표현하였으며, 지난 1972년 2월 10일 개막식을 가져, 현재는 홍익대학교의 상징적인 조형물이 되었다. 이외에도 제1공학관 앞에는 청동인물상이 있으며, 캠퍼스 곳곳에 미술대학 교수들과 학생들이 만든 조형물들이 전시되어 있다.

### 세종캠퍼스

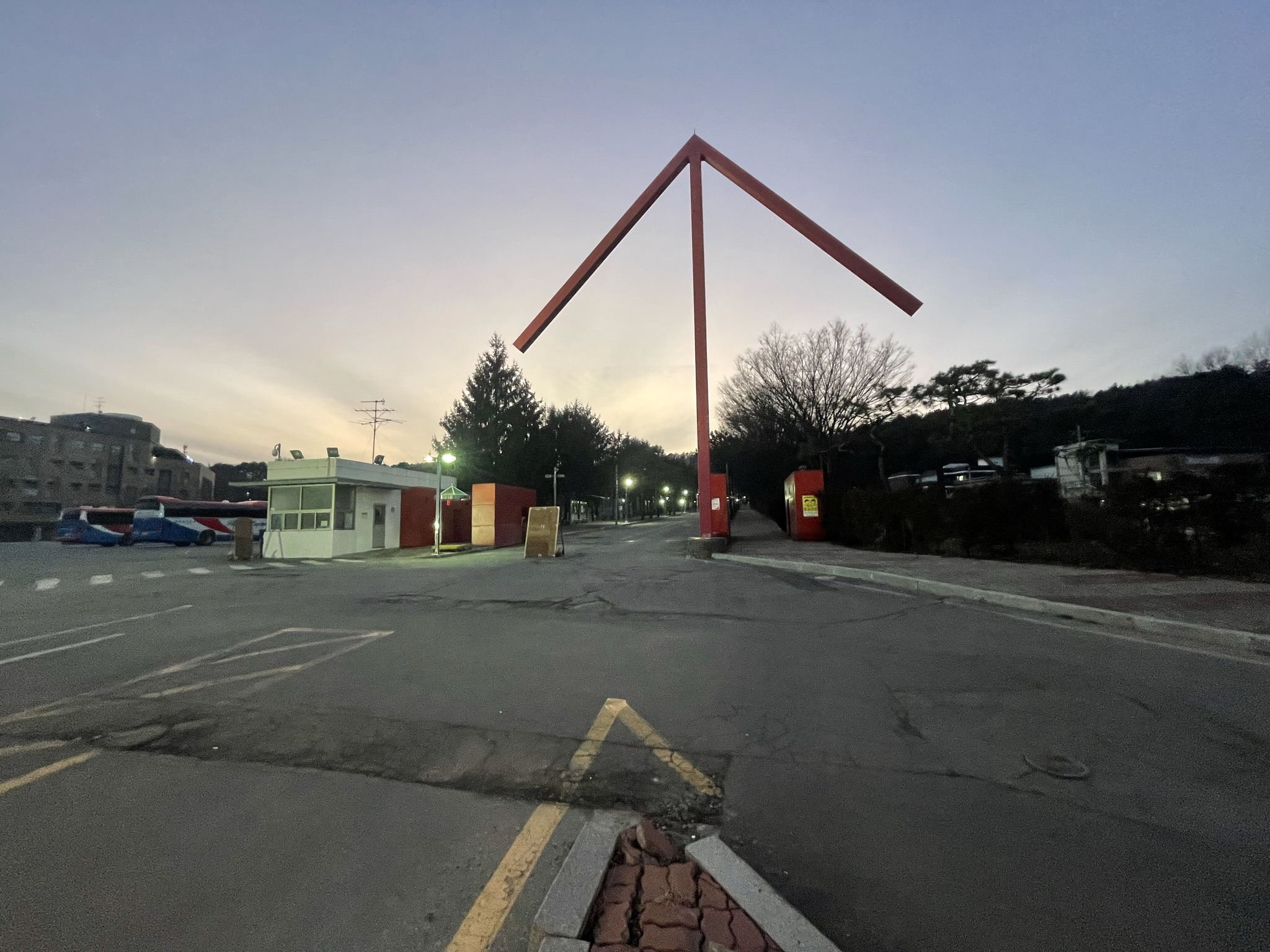
홍익대학교 세종캠퍼스 정문

제2캠퍼스인 세종캠퍼스는 세종특별자치시 조치원읍 세종로 2639에 위치해 있으며, 1988년에 준공되었다. 대자연속 신도시 내의 캠퍼스를 지향하며, 1,299,159m² 부지에 3개 단과대학과, 3개의 독립학부, 1개의 독립학과, 2개의 특수대학원이 설치되어 있다. 원래의 명칭은 조치원캠퍼스였으나 2011년 10월 1일 부로 세종캠퍼스로 바뀌었다.

### 대학로캠퍼스
대학로캠퍼스는 서울특별시 종로구 대학로 57에 위치해 있다. 2002년 개원하였다가 2008년부터 재개발 공사에 들어가 2012년 11월에 재개원하였다. 대학로캠퍼스에는 6,457m² 부지에 국제디자인전문대학원, 산업미술대학원, 영상대학원, 공연예술대학원, 광고홍보대학원이 설치되며, 디자인혁신센터, 국제디자인트렌드센터, 서울국제디자인프라자, 서울디자인센터와 대학로아트센터가 있다. 대학로캠퍼스의 자리는 1963년 2월부터 1976년 2월까지 서울대학교 건축 및 미술대학이 자리잡고 있던 자리로, 이 공간은 서울대학교 미술대학이 관악캠퍼스로 옮겨가자 70년대 이후엔 수출디자인센터, 한국포장센터, 한국디자인진흥원 등이 있었던 공간이다. 이후 2014년 자율전공학생을 대상으로 하는 공연예술전공과 예술경영전공의 학부과정이 개설되어 강의실로 사용한다.

### 화성캠퍼스
화성캠퍼스는 경기도 화성시 효행로 399에 위치해 있으며, 단과 대학이나 대학원은 없다. 2003년 수원시와 화성시를 기반하고 있는 경성학원을 인수하면서 추진된 멀티캠퍼스 계획의 일환이었다. 당초 공과대학 또는 미술대학을 이전하여 테크노아트캠퍼스를 건립하려 하였으나 화성시의 재정문제로 중단되었다. 야구장과 수리실험동, 미술디자인교육원 실습연습장이 있다. 옆에는 병설 학교인 홍익디자인고등학교가 있다.

## 같이 보기
- 대한민국의 교육